# Narcisse Struvay
Narcisse Joseph Struvay (Mohiville, 13 februari 1897 - Ciney, 26 december 1956) was een Belgisch senator.

## Levensloop
Struvay, zoon van Constant Struvay en Marie Bertrand, trouwde met Rosa Goffaux. Hij was treinconducteur en sloot zich aan bij de communistische partij.
In 1932 werd hij verkozen tot gemeenteraadslid van Ciney, waar hij in 1944-1945 enkele maanden schepen was.
Van 1936 tot 1946 was hij provincieraadslid in de provincie Namen.
In 1946 werd hij verkozen tot communistisch senator voor het arrondissement Namen-Dinant-Philippeville en vervulde dit mandaat tot in 1949.